# Сухой Шелюг
Сухой Шелюг, в верховьях также Ольховка — река в России, протекает в Лузском районе Кировской области. Устье реки находится в 1 км по левому берегу реки Большой Шелюг. Длина реки составляет 16 км.
Река вытекает из болот в 10 км к юго-западу от деревни Алешево и в 30 км к юго-востоку Река течёт на юго-восток, всё течение проходит по ненаселённому лесному массиву среди холмов Северных Увалов. В урочище 2-е Сухановское впадает в Большой Шелюг. Ширина реки не превышает 10 метров.

## Данные водного реестра
По данным государственного водного реестра России и геоинформационной системы водохозяйственного районирования территории РФ, подготовленной Федеральным агентством водных ресурсов:
- Бассейновый округ — Двинско-Печорский
- Речной бассейн — Северная Двина
- Речной подбассейн — Малая Северная Двина
- Водохозяйственный участок — Юг
- Код водного объекта — 03020100212103000012846